# Aleksej Sakharov
Aleksej Sakharov (russisk: Алексе́й Никола́евич Са́харов) (født 17. april 1934 i Vorotynsk i det Russiske Kejserrige, død 25. januar 1999 i Moskva i Rusland) var en sovjetisk filminstruktør og manuskriptforfatter.

## Filmografi
- Snezjnaja skazka (Снежная сказка, 1959)[2][3]
- Kollegi (Коллеги, 1962)
- Tjistyje prudy (Чистые пруды, 1965)
- Morskie rasskazy (Морские рассказы, 1967)
- Slutjaj s Polyninym (Случай с Полыниным, 1970)
- Tjelovek na svojom meste (Человек на своем месте, 1972)
- Barysjnja-krestjanka (Барышня-крестьянка, 1995)